# Le Markstein

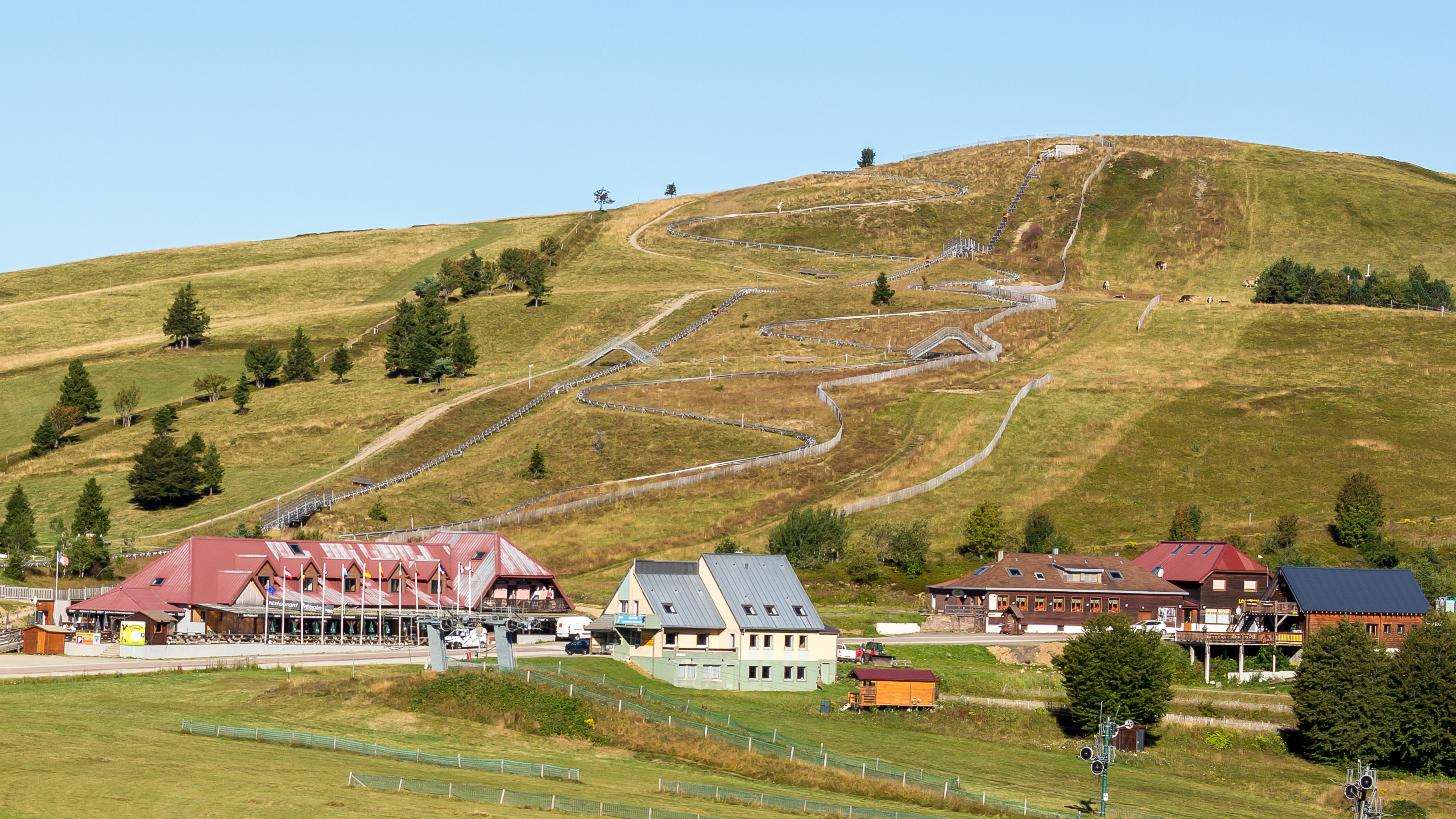
Visione della località e del sovrastante Jungfrauenkopf.

Le Markstein è una stazione turistica francese, del dipartimento dell'Alto Reno, dedicata sia agli sport invernali, che alla villeggiatura estiva, situata nel Massiccio dei Vosgi, compresa tra  i 1 040 e i 1 265 m d'altitudine, lungo la Route des Crêtes. Forma un complesso per lo sci nordico con la vetta di Breitfirst e la haute route nordique, a pedaggio, che la unisce col Grand Ballon. La zona è classificata come Natura 2000.

## Storia
Il primo skilift venne installato nei Vosgi nel 1947, presso il Jungfrauenkopf.
Le Markstein è gestito dal Syndicat mixte Markstein — Grand Ballon, (SMMGB) che amministra anche la più piccola località del Grand Ballon, distante pochi kilometri. La stazione è classificata dal Consiglio dipartimentale dell'Alto Reno tra i quattro siti d'interesse dipartimentale, con priorità per il sostegno economico.

## Infrastrutture sciistiche

### Piste
13 piste per lo sci alpino :
- 4 piste verdi  : Grenouillère 1, 2 et 3 ; Liaison
- 4 piste blu : Tremplin 1, Bichettes, Steinlebach,  Les crêtes, les chaumes.
- 2 piste rosse  : Tremplin 2, Fédérale
- 2 piste nere :  Stade de slalom, Charton

Lo stadio di slalom è stato rinnovato nel 2006. La capacità di accogliere sciatori è stata elevata a 57 411 presenze al giorno, nel 2011/2012

### Impianti
La stazione dispone di 8 skilift, per una capacità di 848 km.sk/h.

## Attività estive
Dal 2014 è presente una pista per slittini, utilizzabile tutto l'anno. Il sito è anche molto popolare tra i motociclisti francesi, tedeschi e svizzeri, per la sua posizione sulla Route des Crêtes: le strade sono percorribili, per lo più, tra aprile e novembre.
Ogni anno la località ospita il CirkôMarkstein festival, dedicato al circo, nella seconda metà di giugno.

## Sport

### Sci alpino
Su suggerimento del giornalista Serge Lang, la stazione ha accolto, in due occasioni, prove valide per la Coppa del Mondo di sci alpino:
- Coppa del Mondo di sci alpino 1983 (in sostituzione delle gare di Wengen, annullate per mancanza di neve); venne ospitato uno slalom speciale, vinto da Ingemar Stenmark, l'11 febbraio, valido quale prova per una combinata col supergigante, disputato a Garmisch-Partenkirchen, e vinta da Phil Mahre. Il 12 febbraio ospitò un altro slalom speciale, vinto, questa volta, da Bojan Križaj;
- Coppa del Mondo di sci alpino 1987; venne ospitato uno slalom speciale, vinto ancora da Stenmark.

### Parapendio
La località ha ospitato una tappa della Coppa del mondo di parapendio, nel 1999.

### Ciclismo
Le Markstein è stato gran premio della montagna di prima categoria, nel corso della nona tappa del Tour de France 2014. Il primo, in vetta, fu Tony Martin, in solitario, poi vincitore della tappa, a Mulhouse. Fu nuovamente valido quale gpm nella sesta tappa del Tour de France 2019: il primo, al passaggio, in cima fu Tim Wellens.
La località è stata arrivo di tappa della settima frazione del Tour de France femminile 2022. Il percorso prevedeva l'ascensione al col du Grand Ballon. Annemiek van Vleuten riportò la vittoria, vestendo anche la maglia gialla.
Le Markstein accoglie l'arrivo della penultima tappa del Tour de France 2023, vinta da Tadej Pogačar. L'arrivo non è stato valido, comunque, quale gran premio della montagna.
Va notato, infatti, che i passaggi del Tour de France nella località sono stati molto più numerosi, ma solo nelle due occasioni sopraccitate il passaggio è valso per la classifica degli scalatori. Le Markestein è situato nei pressi di altri importanti colli (col du Herrenberg a nord-ovest, col du Platzerwasel a nord e il col du Grand Ballon), più elevati, sono stati, più frequentemente, considerati come traguardo per la maglia a pois.